# Richard Briers
Sir Richard Davies Briers (Londra, 14 gennaio 1934 – Londra, 17 febbraio 2013) è stato un attore britannico, grande interprete shakespeariano, insignito del titolo di Commendatore dell'Ordine dell'Impero Britannico.

## Biografia
Nato nel sobborgo di Raynes Park a Londra da Joseph Benjamin Briers e Morna Phyllis, trascorse l'infanzia tra Raynes e Guildford. Frequentò la Rokeby Prep School in Kingston upon Thames, per poi iscriversi alla Castle Polytechnic di Londra, laureandosi in ingegneria elettronica. Nel 1954 approdò alla Royal Academy of Dramatic Art, e nel 1956 debuttò nel musical "Something About a Sailor" al Belgrade Theatre di Coventry. Il debutto londinese avvenne nel 1958, al Duke of York's Theatre, nello spettacolo Gilt and Ginger-Bread. Nel 1987, insieme ad altri grandi attori teatrali quali Derek Jacobi e Judi Dench, aderì al progetto del giovane e talentuoso attore e regista Kenneth Branagh, entrando a far parte stabilmente della Renaissance Theatre Company, fondata da Branagh in contrapposizione alla gloriosa Royal Shakespeare Company. In quell'anno partecipò alla rappresentazione de La dodicesima notte di Shakespeare, ricevendo il plauso della critica, che lo considerò il più grande interprete del personaggio di Malvolio.
Attivissimo anche in televisione, prese parte a numerosi telefilm e miniserie, tra i quali Doctor Who, The Good Life, The Other One, Goodbye, Mr. Kent. Fece inoltre un cameo in un episodio di Mr Bean.
Per il cinema apparve in quasi tutte le pellicole dirette da Kenneth Branagh, suo grande estimatore, molte delle quali trasposizioni tratte da opere di Shakespeare.
Nel 1989 gli fu conferito il titolo di Ufficiale dell'Ordine dell'Impero Britannico, e nel 2003 di "Commendatore". Si ritirò dalle scene teatrali nel 1998, a causa della malattia di Parkinson, che già aveva colpito suo cugino, l'attore Terry-Thomas. Fu vicepresidente onorario della Fondazione Parkinson's Disease Society.
In seguito, nonostante la malattia, continuò ad apparire, in camei, in produzioni televisive e cinematografiche.
Morì a Londra il 17 febbraio 2013, all'età di 79 anni, a seguito di una malattia polmonare.

## Vita privata
Dal 1956 era sposato con l'attrice Ann Davies, da cui ha avuto due figlie: Lucy e Kate.

## Filmografia parziale

### Cinema
- Girls at Sea, regia di Gilbert Gunn (1958)
- Guerra fredda e pace calda (Bottoms Up), regia di Mario Zampi (1960)
- Assassinio sul treno (Murder, She Said), regia di George Pollock (1961)
- Il mistero del signor Cooper (A Matter of WHO), regia di Don Chaffey (1961)
- The Girl on the Boat, regia di Henry Kaplan (1963)
- Dottore nei guai (Doctor in Distress), regia di Ralph Thomas (1963)
- A Home of Your Own, regia di Jay Lewis (1964)
- The Bargee, regia di Duncan Wood (1964)
- Fathom: bella, intrepida e spia (Fathom), regia di Leslie H. Martinson (1967)
- All the Way Up, regia di James MacTaggort (1970)
- Rentadick, regia di Jim Clark (1972)
- La collina dei conigli (Watership Down), regia di Martin Rosen - voce (1978)
- L'opera del seduttore (A Chorus of Disapproval), regia di Michael Winner (1989)
- Enrico V (Henry V), regia di Kenneth Branagh (1989)
- Il canto del cigno (Swan Song), regia di Kenneth Branagh (1992)
- Gli amici di Peter (Peter's Friends), regia di Kenneth Branagh (1992)
- Molto rumore per nulla (Much Ado About Nothing), regia di Kenneth Branagh (1993)
- Frankenstein di Mary Shelley (Mary Shelley's Frankenstein), regia di Kenneth Branagh (1994)
- Nel bel mezzo di un gelido inverno (In the Bleak Midwinter), regia di Kenneth Branagh (1995)
- Hamlet, regia di Kenneth Branagh (1996)
- Spice Girls - Il film (Spice World), regia di Bob Spiers (1997)
- Pene d'amor perdute (Love's Labour's Lost), regia di Kenneth Branagh (2000)
- Insieme per caso (Unconditional Love), regia di P.J. Hogan (2002)
- Peter Pan, regia di P.J. Hogan (2003)
- As You Like It - Come vi piace (As You Like It), regia di Kenneth Branagh (2006)
- Run For Your Wife, regia di Ray Cooney (2012)
- London Zombies (Cockneys vs Zombies), regia di Matthias Hoene (2012)

### Televisione
- Noddy - serie TV animata, voce (1975)
- Mr. Bean - serie TV, episodio 1x01 (1990)
- L'ispettore Barnaby (Midsomer Murders) - serie TV, episodio 2x01 (1999)
- Miss Marple (Agatha Christie's Marple) – serie TV, episodio 4x04 (2009)

## Doppiatori italiani
Nelle versioni in italiano dei suoi film Richard Briers è stato doppiato da:
- Dante Biagioni in Enrico V, As You Like It - Come vi piace, Extras
- Gianni Musy in Nel bel mezzo di un gelido inverno, Hamlet
- Giorgio Lopez in Insieme per caso, Peter Pan
- Rodolfo Traversa in L'opera del seduttore
- Bruno Alessandro in Molto rumore per nulla
- Cesare Barbetti in Frankenstein di Mary Shelley
- Sandro Pellegrini in Pene d'amor perdute

Da doppiatore è sostituito da:
- Vittorio Stagni ne La collina dei conigli